# Eremiaphila lefebvrii
Eremiaphila lefebvrii è una specie di mantide religiosa appartenente al genere Eremiaphila.